# الشقدوف
تنقسم الي قريتين الشقدوف العليا والسفلى وهم قرى يطلق عليهم بالجومة من أعمال قضاء عكار والتابع بالتالي الى محافظة لبنان الشمالي فالأخيرة قرية هي أقرب إلى الحي جل أهلها إن لم نقل كلهم من الطائفة المارونية وتقع ما بين قريتي عين يعقوب والبرج اما الشقدوف العليا فأهلها ينتمون الي الطائفة السنية هي تقع قبل منطقة القموعة بقليل.